# موز بکاری
موز بکاری (نام علمی:Musa beccarii) نام یک گونه از سرده موز است که متعلق به تیره میوزیشی می‌باشد.